# رضاوح (رخية)
'

تعديل مصدري - تعديل

رضاوح هي إحدى قرى عزلة رخية بمديرية رخية التابعة لمحافظة حضرموت، بلغ تعداد سكانها 270 نسمة حسب تعداد اليمن لعام 2004.